# Zeneszekrény

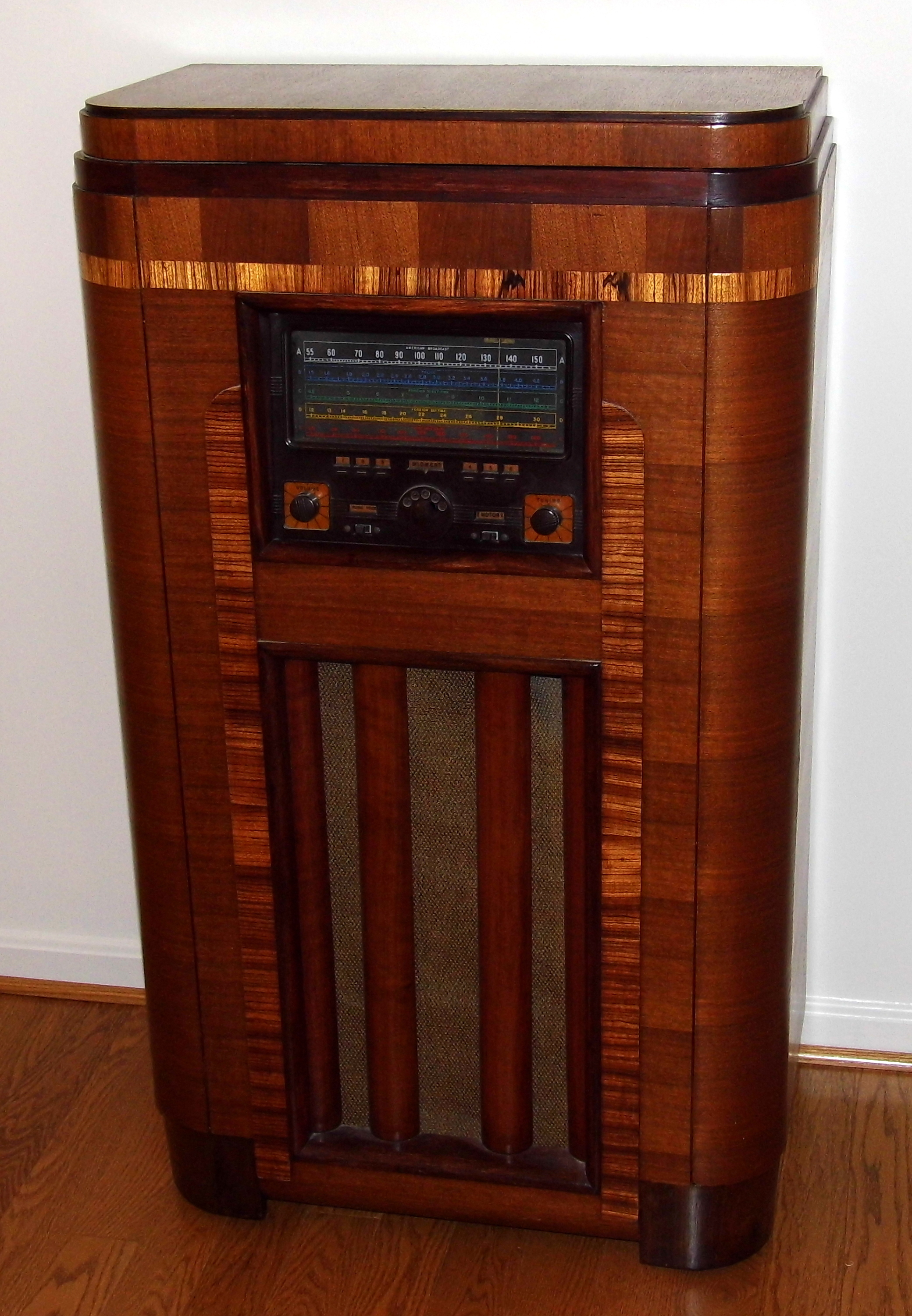
A Midwest 1939-es fonográffal egybeépített modellje

Zeneszekrény (német: Musikschrank, amerikai angol: Console Radio – konzol rádió, brit angol: Radiogram – a rádió és gramafon szó összevonásából)
A konzol rádió (Console Radio) kifejezés az asztali rádió kifejezés mellett Magyarországon vélhetően azért nem terjedt el, mivel amikor a megoldás megjelent, általában már lemezjátszóval egybeépítve zeneszekrény (Musikschrank) néven forgalmazták. (Az Egyesült Államokban viszont a Console Radio kifejezés akkor is megmaradt, amikor lemezjátszót szereltek a rádió fölé. És az elnevezés csak akkor változott, amikor tévékészülék is része lett az összeállításnak (Console Television).

## Története
A XX. század első negyedének végefelé a korabeli lakásokban a tölcséres gramafonnal ellentétben a rádió valahogy idegen
testként hatott. Ennek oka talán a katonai alkalmazása és a világháború emléke lehetett.
Bár a kezdetektől igyekeztek a korabeli bútorokhoz illeszkedő házzal ellátni a készülékeket. (A kereskedelmi forgalomban vásárolható első készülékek még eléggé házilagos kivitelezésűnek, mások ridegen funkcionálisnak tűntek jól láthatóan minden esztétikai törekvés nélkül.)
Külön problémát jelentett az erősítőtechnika és akusztika fejlődésével a nagyméretű mélyhangsugárzók elhelyezése.
Ezekhez eleinte külön, nagyméretű dobozt készítettek.
Az 1930-as évek közepén főleg az Egyesült Államokban kezdtek különféle bútor stílusokhoz alkalmazkodó kivitelezésű, szekrényszerű bútorokat készíteni néha művészi faragásokkal, intarziával, amelybe különféle, különböző gyártmányú jó minőségű rádiókészülékeket lehetett beépíteni. (A nagyobbak mérete jellemzően 1,5 méteres magasság, egy méteres szélesség és fél méteres mélység (előlaptól a falig) körüli volt.)
A szekrény elején felül - általában kissé döntött - sík lapot építettek be, amin ki kellett vágni a külön megvásárolt rádió típusának, kezelőszerveinek, skálájának megfelelő alakú nyílásokat.
A rádiógyártók általában gondoskodtak róla hogy ezek kezelőszerveinek kiképzése olyan legyen, hogy a kivágás esetleg egyenetlen vagy pontatlan pereme takarásban legyen a beépítés után.
Egyes neves rádiókészülék gyártók maguk is gyártottak (gyártattak) ilyen szekrényeket.

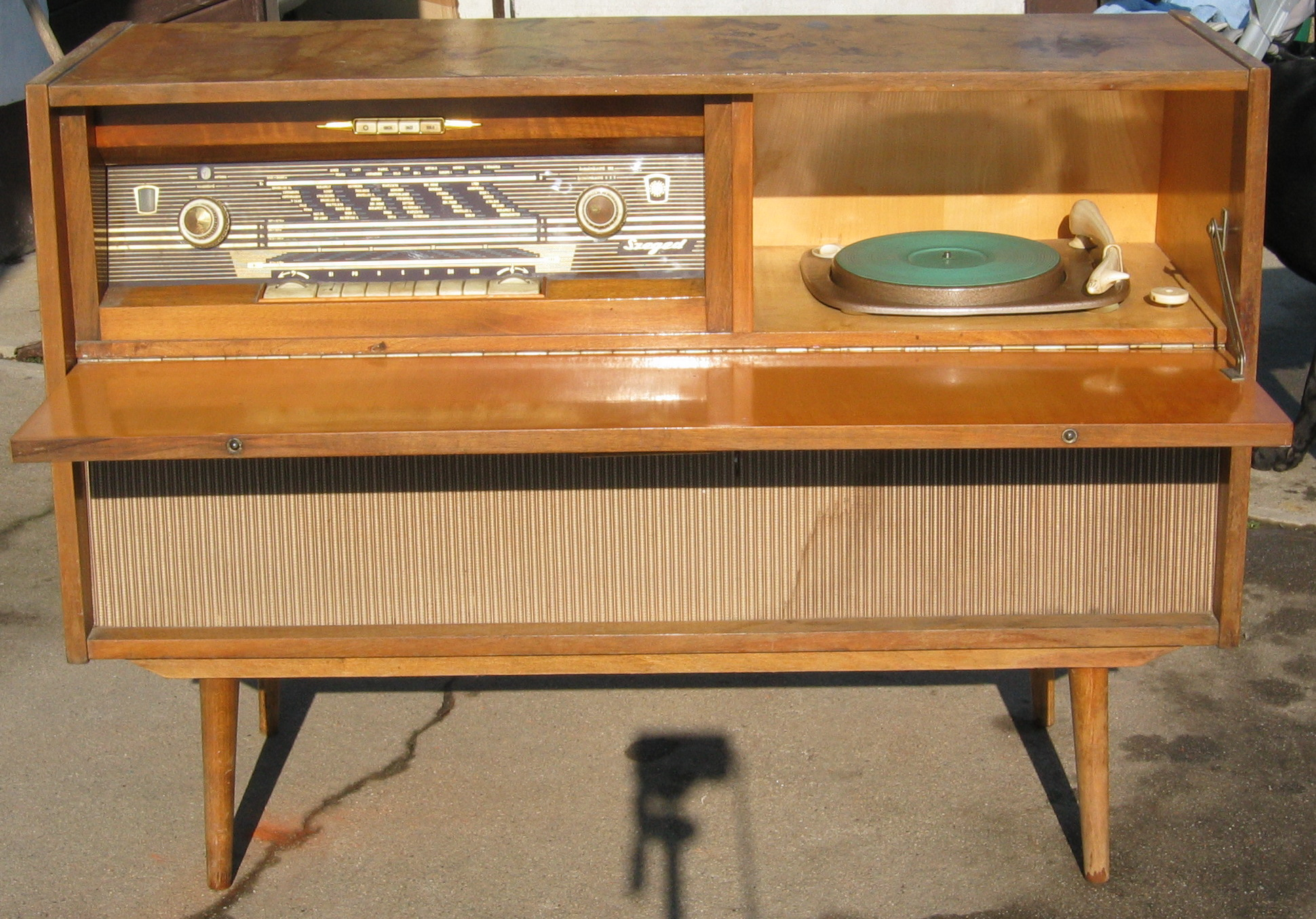
Bulgáriában készült, magyar piacra gyártott Szeged zeneszekrény, 1963

A modellek egy részénél a rádió kezelőszerveit használaton kívül ajtó mögé lehetett rejteni.
Alul helyezkedtek el a megfelelő, általában drága, díszes bútordrapériával fedett nyílások a mélysugárzónak és a többi, kisebb hangszórónak.
A szekrényeknek nem volt az asztali rádiókhoz hasonló perforált lemez hátlapja.
A szekrényt a falhoz tolva kellett elhelyezni.
Hátul a rádiót tartó polc alatt a modellek kisebbik részénél külön kis polc volt a végerősítő részére.
De a modellek többségénél azt egyszerűen a szekrény aljára szerelték.
Mivel a drágább berendezések ára egy autó árával vetekedtek, így az asztali készülékekkel ellentétben nem volt szempont, hogy a rádió és lemezjátszó egyes egységeket közösen használhatott (végerősítő, hangszórók).
Egyes gyártók külön polcos részt alakítottak ki a hanglemezek számára, de előfordult beépített bárszekrény is. Ez utóbbi nem lehetett igazán praktikus, mert az italokat nehéz volt megfelelően elszigetelni a csöves készülékek hőkibocsájtásától.
Születtek érdekes, egyedi megoldások: például kihúzható fiókos megoldás lemezjátszó, magnó, lemezes felvevő elhelyezésére, bizonyos szögnél megakadó bukóajtóra szerelt rádió, amelynek a skálája így kényelmes szögben nézegethető.
Viszonylag korán jelennek meg a távirányítók, valamint nyomógombokhoz köthető állomásprogramozás.
Az ötvenes évek elejétől a zeneszekrények már inkább fekvő téglatest alakúak voltak.
Ezt egyrészt a modern bútorok eltérő stílusa indokolta, másrészt hogy a lemezjátszó
mellett megjelent a magnetofon is, ami már nem volt elhelyezhető a rádió felett
a lemezjátszó mellett.
Az ötvenes évektől már megjelenik az olyan zeneszekrény, amely a rádión,
lemezjátszón és magnetofonon kívül televízió készüléket is építettek.
A televízió beépítése nem volt mindig praktikus, mert elhelyezésének szempontjai
néha ütköztek a többi eszközével.

## Néhány neves amerikai gyártó

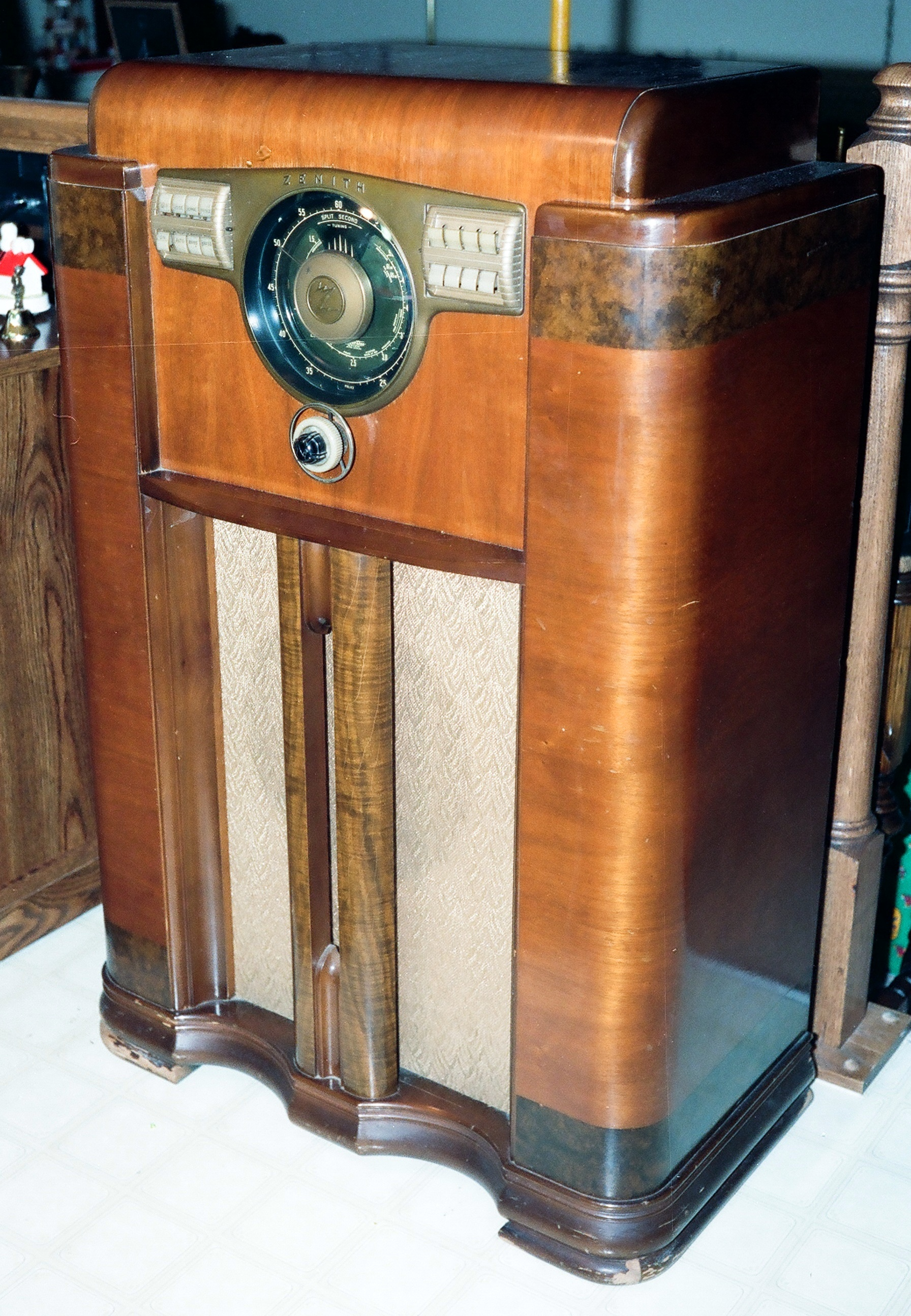
A Zenith 1941-es motoros állomásválasztóval (Robot Dial) ellátott modellje (Model 12S-568)

- E. H. Scott - Scott Philharmonic, 1937) A Scott a rádiók stradivarijaként hirdette termékeit.

Talán leghíresebb modelljük a híres 30 lámpás világvevő rádiójuk, amelyet úgy hirdettek, hogy a világ összes állomása vehető vele. Ez a model alkalmas volt már az URH FM állomások vételére is az akkori, 42-50 MHz-es URH sávon. Illetve a kicsit megkésett (1934-től), és ezért nem elterjedt három AM HiFi állomást az amerikai középhullámú műsorszóró sáv tetején (1530, 1550 és 1570 kHz).
- Zenith Radio, főleg a Stratosphere.

Zenith 1000 Z Stratosphere, 1935 (25 lámpás)
- DeForest-Crosley

Crosley WLW Model Super-Power Radio Receiver (1936)
- Philco

## Magyarországon
A magyarországi zeneszekrény gyártás korán, már az 1930-as években megindult. Külföldről a magas vámtételek miatt csak elenyészően kevés zeneszekrényt hoztak be az országba.

### Standard
Zenegép 941 (1941), Zenegép 942 (1942), Zenegép 943 (1943)
Az 1941-es vízszintes elrendezést 1942-43-ban felváltotta a függőleges elrendezés. A háború miatt a Standard több zenegép típust nem gyártott.

### Philips

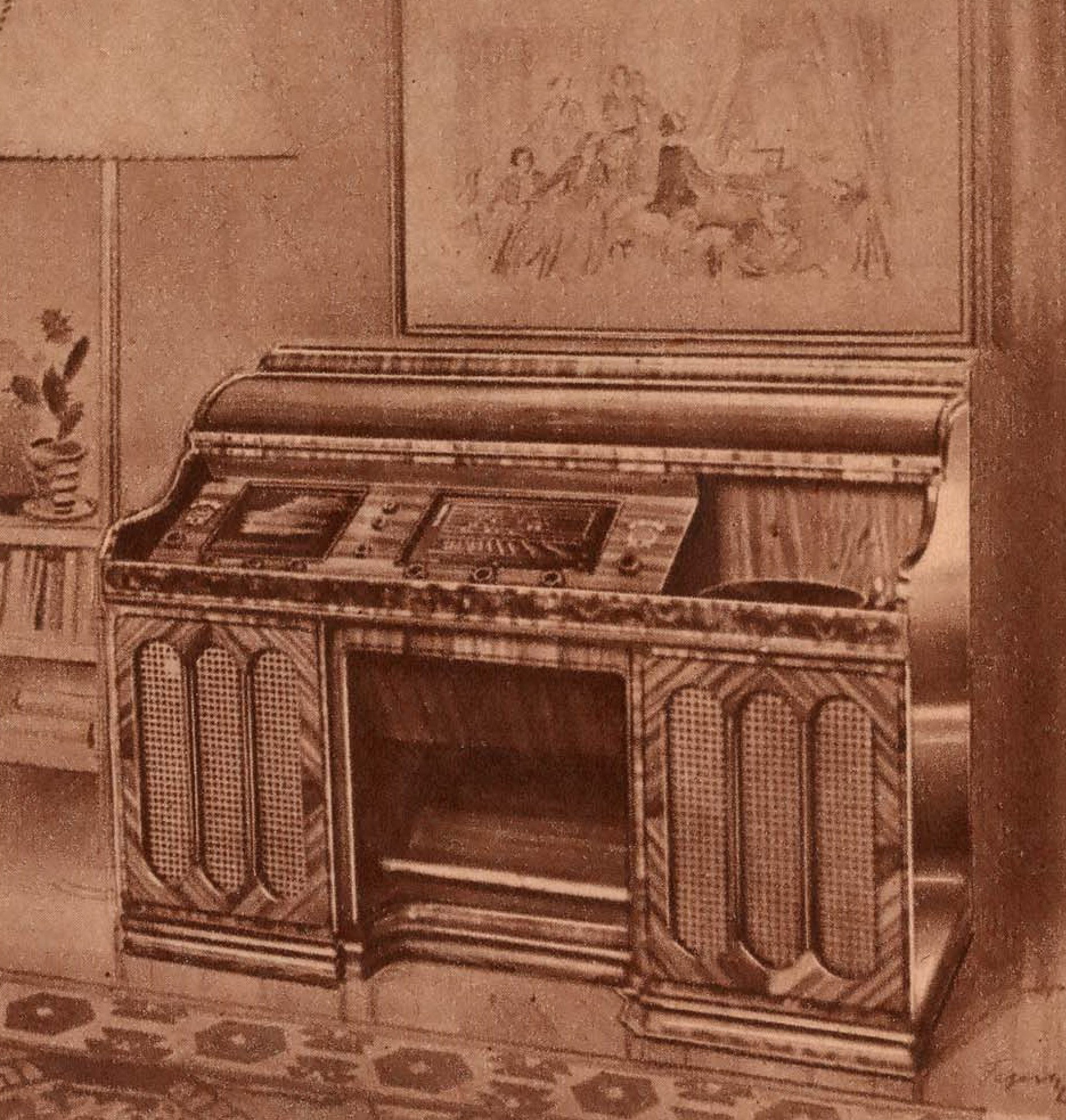
Orion 299 Hangverseny-rádió (1942-43)

Koncertszekrény 938 (1938), Koncertszekrény 939 (1939), 83K (1941), 96A (1943)

### Orion
99G (1938), 999G (1939), 055G (1940), 055UG (1940), 099G (1940), 177AG (1941), 177G (1941), 277G (1942), 277AG (1942), 299 Hangverseny-rádió (1942), a Magyarországon gyártott legnagyobb és legmagasabb árú – 3020 Pengő - zeneszekrény, 377G (1943), 466G (1944), 846G (1947), 849G (1947)

### Mechanikai Labor
ML Zenegép (1955) háromféle szekrényben (koloniál, intarziás, modern)

### Terta
T528K (1958), T528MG (1958) lemeztartó nélküli, asztali kivitelben, T529K (1959-61)

### Videoton(1968-ig VTRGy)
GR4400 (1965-68), XR 4400 (1965-68), CR 4400 (1965-68), GR 4900 Melodyn (1968-71)

## A zeneszekrények korszakának vége
A zeneszekrények divatjának végül a tranzisztor megjelenése nyomán a miniatürizálás és az ezzel kapcsolatos divathullám vetett véget, amely mellett a zeneszekrények divatjamúlt monstrumoknak tűntek.
A technikai fejlődéssel és a divat változásával már nem tűntek idegen testnek a lakásban a különféle
modern eszközök, berendezések. Már nem volt szándék ezek elrejtésére illetve a bútorokhoz illesztése. Esztétikai követelményként már legfeljebb az maradt meg, hogy a hifitorony egyes elemei azonos dizájn mutasson, de indokolt esetben már ez sem volt szempont.
Ám a miniatürizálás mellett is kedveltek maradtak az egybeépített eszközök.
Illetve másik irányban az egymásra pakolható eszközök, hifi tornyok.
A televíziótechnikában is némileg kedveltek maradtak a rádióval, videómagnóval egybeépített főleg kisképernyős modellek.
Későbbi időkben Music center, Home video azaz Házimozi rendszerek.

## Játékfilmekben
- Amarcord (Amarcord, 1973, rendezte: Federico Fellini) Scott Philharmonic vizszintes skálával.
- A rádió aranykora (Radio Days, 1987, rendezte: Woody Allen) több típus
- Porrá zúzott álmok (Out of the Ashes, 2003, amerikai tévéfilm, rendezte: Joseph Sargent)